# 木村貴宏
木村貴宏（日语：／ Kimura Takahiro，1964年5月19日—2023年3月5日）是日本男性動畫師、插畫家、人物設計師。福岡縣出身。

## 經歷、人物
過去隸屬アニメアール動畫公司。東大寺學園高等學校畢業、大阪大學工學部中退。有時候會以的名義活動，不過在愛好者之間不論表裡活動，使用キムタカ的暱稱稱呼木村。
師事谷口守泰、在電視動畫《蒼藍流星》（蒼き流星SPTレイズナー）一作正式負責動畫工作。直接教導木村的老師則是谷口的左右手逢坂浩司。身為動畫師經手了許多的作品，另一方面擔任了成人遊戲《Variable Geo》的人物設計與原畫工作。其畫風線條滑順而煽情，受到業界內外的注目，一躍成為人氣畫家。在《Variable Geo》博得好評之後，也在《VIPER》系列發揮其優異的動畫美感，大膽地讓遊戲女主角們（裸體）做出各種動作，令人氣更上一層。
自從木村走紅以來，支持者大多為男性，然而在2006年因動畫《Code Geass 反叛的魯路修》使得女性粉絲急增。對此本人表示「好像作夢一樣」。
個人信條是「雖然接受18禁遊戲的工作，但不接18禁動畫的工作」。經常被認為是（熱愛胸部的人），但對女性的臀部相當講究。在木村擔任人物設定的作品中大部分存在有穿著T字褲的女性、在穿著窄裙的設定裡畫著「人」字形的臀溝，而從前方畫四肢扶地（或是身體前屈）的女性時，會讓腰部大幅彎曲令臀部進入畫面之中。
2023年3月5日，因澱粉樣變去世，享年58歲。

## 參加作品

### 電視動畫
- 蒼藍流星（動畫）※ 製作名單內未標示、出道作
- 赤光彈茲里安（動畫（#17·#27））
- レモンエンジェル（原畫）※ 製作名單內未標示、原畫出道作
- 城市獵人3（原畫）
- 獸神萊卡（原畫）
- 小俏妞（原畫）
- 閃電霹靂車（TV）（原畫（#4·#9·#15·#22·#28·#33））
- 機動戰士V GUNDAM（OP原畫）
- 機動武鬥傳G GUNDAM（作畫監督）
- 勇者王（人物設定、作畫監督）
- 進化戰記（人物設定、作畫監督）
- 深藍救兵（人物設定、作畫監督）
- 第一神拳（原畫）
- 沉默的未知（原畫（#25））
- 天使特警（第4話過場原畫）※ 由綾瀬なおみ負責彩色
- 神魂合體（人物設定、作畫監督）
- To Heart ～Remember my Memories～（原畫）
- 機動戰士GUNDAM SEED（過場原畫）
- SD GUNDAM FORCE（人物設定）
- 機動戰士GUNDAM SEED DESTINY（過場原畫）
- 惑星奇航（OP原畫）
- 槍與劍（人物設定、作畫監督）
- 血戰（原畫）
- 新宇宙飛龍（原畫）
- Code Geass 反叛的魯路修（人物設定、主要動畫師）
- 砂沙美魔法少女俱樂部 season2（作畫監督）
- 廢棄公主（ED原畫）
- 奔向地球（第2期ED原畫）
- BAMBOO BLADE（原畫（#2·#11）、過場原畫（#11））
- Code Geass 反叛的魯路修R2（人物設定、主要動畫師、原畫）
- 神薙（片尾插畫（#10）） ※ 与大河内RICCA聯名
- 明日的与一!（OP原畫）
- 機動戰士GUNDAM 00（OP原畫(#14～)）
- Keroro軍曹（原畫）
- 天體戰士（原畫）
- 穿越宇宙的少女（原畫）
- 天降之物（作畫監督）
- 魔力充電娘（作畫監督）
- ジャングル大帝 -勇気が未来をかえる- （人物設定、原畫）
- 天降之物（作畫監督）
- Code Geass 奪回的Rozé （人物設定）（遺作）

### OVA
- 潮與虎（原畫）
- 機甲獵兵（原畫）
- BASTARD!! -暗黒の破壊神-（作畫監督）
- 搞怪拍檔FLASH（人物設計、總作畫監督）
- Variable Geo（人物設計、作畫監督）
- 創龍傳（原畫）
- 聖ミカエラ学園漂流記II 上巻（原畫）
- 青空少女隊（作畫監督）
- うさぎちゃんでCue!!（人物設計）
- 勇者王GaoGaiGar Final（人物設計、總作畫監督）
- 樂勝Hyper Doll（原畫）

### 劇場動畫
- ギャラガ HYPER-PSYCHIC-GEO GARAGA（原畫）
- MEMORIES（原畫）
- 人狼 JIN-ROH（原畫）
- 金肉人II世 肌肉人參爭奪! 超人大戰爭（原畫）

### 漫畫
- あまえんぼーZ（キャラクター原案）

### 數位漫畫
- LIPs the agent（人物設計、原畫）

### 小說
- メガブレイド系列（封面圖、插圖）
- Variable Geo系列（封面圖、插圖）
- VIPER-F40（封面圖、插圖）※ すがわらあわじ名義

### 插畫
- カラフルBee
  - 美少女Comic月刊誌。擔任封面原畫至1996年12月號。

### 形象角色
- ぱにっく
  - P-factory的母公司，經營動畫原畫與賽璐璐畫銷售的網路通販商店「ぱにっく☆MEDIA MIX」。木村擔任該店形象角色的人物設計，也在後來發售的同名SEGA Saturn遊戲擔當人物設計。

### 其他
- FRESH光之美少女！海外授權畫作

### 电视游戏
- 异度神剑2（2017年／部分Rare Blade人设）

### 電腦遊戲
皆為18禁遊戲。

#### 「木村貴宏」名義
人物設計、原畫、作畫監督を担当。
- Variable Geo（1993年7月 TGL／戲畫）
- （1994年3月 TGL／戲畫）
- Variable Geo II（1994年11月 TGL／戲畫）
- ハーレムブレイド（1996年4月 TGL／戲畫）
- （1998年12月 MEDUSA）
- ON AIR（1999年3月 Brownie）
- （2006年3月 P-factory）※ 亦擔當總作畫監督和CG監修

#### 「すがわらあわじ（すがわらあわぢ）」名義
全てソニア作品。人物設計、原畫、作畫監督を担当。
- VIPER-V16 -RISE-（1995年12月）
- VIPER-F40（1997年11月）
- VIPER-GTB -RISE AFTER-（2000年1月）
- VIPER-GT1（2000年8月）※ 實質上的作畫監督是小娘

### 寫實作品

#### 「すがわらあわじ」名義
- D.Dブレイカーりりあ 暗黒夢破壊譚 ACT-01 RIRIA（人物設計 2008年2月 アタッカーズ）※ 未滿18歲不得購買

### 畫集
- （MediaWorks）

## 外部連結
- （日語） ぱにっくMEDIA MIX　-Webショップ-—Official site
- 木村貴宏在動畫新聞網百科全書中的資料（英文）
- （日語） 『コードギアス』への道　人物設計・木村貴宏インタビュー （页面存档备份，存于）

1. ↑  Akito. . 巴哈姆特電玩資訊站. 2023-03-09  [2023-03-09]. （原始内容存档于2023-03-14） （中文（繁體））.